# Dean Whitehead
Dean  Whitehead (ur. 21 stycznia 1982 w Abingdon) – angielski piłkarz grający na pozycji pomocnika lub prawego obrońcy w Huddersfield Town.
Whitehead swoją karierę zaczynał w juniorach zespołu Abingdon Town. Na początku sierpnia 1999 roku piłkarz został zawodnikiem Oxfordu United, gdzie zadebiutował 7 grudnia w meczu Football League Trophy z Luton Town. Pierwszy mecz ligowy rozegrał 26 sierpnia 2000 roku w spotkaniu z Brentfordem. W Oxfordzie grał przez 5 lat, po czym za 150 tysięcy funtów przeniósł się do Sunderlandu. Swój pierwszy mecz w nowej drużynie rozegrał 7 sierpnia 2004 roku w spotkaniu przeciwko Coventry City. W następnym sezonie jego zespół awansował do angielskiej ekstraklasy. W Premier League zadebiutował 13 sierpnia 2005 roku kiedy to Sunderland podejmował u siebie Charlton Athletic, zaś pierwszego gola strzelił dwa i pół miesiąca później - 29 października w przegranym 1:4 meczu z Portsmouth. W 2008 roku piłkarz przedłużył kontrakt ze swoim klubem, jednak w razie sprzedaży Whiteheada do innej drużyny, jego były pracodawca - Oxford United – dostanie 25% sumy transferu. W lipcu 2009 roku przeszedł do Stoke City. W klubie tym zadebiutował 15 sierpnia w meczu z Burnley. Po 4 latach spędzonych w Stoke podpisał kontrakt z Middlesbrough. 1 lipca 2015 przeniósł się do ligowego rywala Huddersfield Town, z którym podpisał 2 letni kontrakt.